# Bologna Associazione Giuoco del Calcio 1934-1935
Questa voce raccoglie le informazioni riguardanti il Bologna Associazione Giuoco del Calcio nelle competizioni ufficiali della stagione 1934-1935.

## Stagione
Il Bologna nell'annata 1934-1935 ha preso parte al campionato di Serie A e si è classificato al sesto posto con 30 punti, frutto di 11 vittorie, 8 pareggi e 11 sconfitte.

## Divise
| Casa | Trasferta |

## Organigramma societario
Area direttiva
- Presidente: Renato Dall'Ara

Area tecnica
- Allenatore: Lajos Kovács, poi Árpád Weisz (dalla 15ª giornata)

## Rosa
| N. |                    | Ruolo | Calciatore        |
| -- | ------------------ | ----- | ----------------- |
|    | Italia (bandiera)  | P     | Mario Gianni      |
|    | Italia (bandiera)  | D     | Eraldo Monzeglio  |
|    | Italia (bandiera)  | D     | Felice Gasperi    |
|    | Italia (bandiera)  | D     | Dino Fiorini      |
|    | Uruguay (bandiera) | D     | Francisco Fedullo |
|    | Italia (bandiera)  | D     | Ruggero Bernardi  |
|    | Italia (bandiera)  | C     | Mario Montesanto  |
|    | Italia (bandiera)  | C     | Giordano Corsi    |
|    | Italia (bandiera)  | C     | Aldo Donati       |

| N. |                    | Ruolo | Calciatore                 |
| -- | ------------------ | ----- | -------------------------- |
|    | Italia (bandiera)  | C     | Gastone Martelli           |
|    | Italia (bandiera)  | C     | Tolmino Casadio            |
|    | Uruguay (bandiera) | A     | Raffaele Sansone           |
|    | Italia (bandiera)  | A     | Angelo Schiavio (capitano) |
|    | Italia (bandiera)  | A     | Bruno Maini                |
|    | Italia (bandiera)  | A     | Gerardo Ottani             |
|    | Italia (bandiera)  | A     | Carlo Reguzzoni            |
|    | Italia (bandiera)  | A     | Aldo Spivach               |
|    | Italia (bandiera)  | A     | Alberto Frigeri            |

## Risultati

### Serie A

#### Girone di andata
| Arbitro: | Mazzarini (Roma) |

|                           |           |              |
| Busini III 36’ Comini 79’ | Marcatori | 20’ Schiavio |

| Arbitro: | Bevilacqua (Viareggio) |

|                           |           |            |
| Maini 14’ 36’ Spivach 37’ | Marcatori | 54’ Silano |

| Arbitro: | Mattea (Torino) |

|                         |           |            |
| Piola 39’ Fantoni I 89’ | Marcatori | 29’ Ottani |

| Bologna 21 ottobre 1934 4ª giornata | Bologna        | 0 – 0 | Ambrosiana-Inter | Stadio Littoriale\| Arbitro: \| Dattilo (Roma) \| |
| Arbitro:                            | Dattilo (Roma) |       |                  |                                                   |

| Arbitro: | Barlassina (Novara) |

|                                        |           |            |
| Busoni 36’ 58’ Magnozzi 80’ Busoni 84’ | Marcatori | 30’ Ottani |

| Arbitro: | Carminati (Milano) |

|             |           |                            |
| Fedullo 60’ | Marcatori | 17’ Mian 24’ 34’ Simonetti |

| Arbitro: | Bevilacqua (Viareggio) |

|  |           |             |
|  | Marcatori | 16’ Gasperi |

| Arbitro: | Gianelli (Genova) |

|                       |           |  |
| Gardini 15’ Notti 66’ | Marcatori |  |

| Arbitro: | Barlassina (Novara) |

|                          |           |  |
| Schiavio 11’ Fedullo 14’ | Marcatori |  |

| Arbitro: | Levrero (Genova) |

|                |           |              |
| Bernardini 15’ | Marcatori | 62’ Schiavio |

| Arbitro: | Scarpi (Dolo) |

|                                                                               |           |                               |
| Ottani 14’ Schiavio 19’ Bonizzoni 38’ (aut.) Sansone 39’ Maini 50’ Ottani 57’ | Marcatori | 2’ Arcari III 53’ 82’ Moretti |

| Arbitro: | Mazzarini (Roma) |

|                         |           |            |
| Casalino 35’ Degara 57’ | Marcatori | 16’ Ottani |

| Arbitro: | Levrero (Genova) |

|                       |           |            |
| Maini 61’ Fedullo 69’ | Marcatori | 22’ Gringa |

| Arbitro: | Bertolio (Torino) |

|                   |           |              |
| Marini 37’ (rig.) | Marcatori | 89’ Schiavio |

| Arbitro: | Scotto (Savona) |

|                                      |           |  |
| Fedullo 40’ Frigeri 43’ Schiavio 69’ | Marcatori |  |

#### Girone di ritorno
| Arbitro: | Pasinato (Venezia) |

|  |           |            |
|  | Marcatori | 52’ Comini |

| Arbitro: | Carminati (Milano) |

|  |           |             |
|  | Marcatori | 18’ Fedullo |

| Arbitro: | Scotto (Savona) |

|             |           |                           |
| Fedullo 33’ | Marcatori | 2’ Fantoni I 21’ Levratto |

| Arbitro: | Scarpi (Dolo) |

|                    |           |  |
| Agosteo 39’ (rig.) | Marcatori |  |

| Arbitro: | Sassi (Roma) |

|                                                    |           |  |
| Reguzzoni 12’ Schiavio 58’ Fiorini 68’ Fedullo 88’ | Marcatori |  |

| Arbitro: | Bevilacqua (Viareggio) |

|          |           |                                |
| Mian 52’ | Marcatori | 22’ 38’ Schiavio 75’ Reguzzoni |

| Bologna 7 aprile 1935 22ª giornata | Bologna            | 0 – 0 | Palermo | Stadio Littoriale\| Arbitro: \| Pizziolo (Firenze) \| |
| Arbitro:                           | Pizziolo (Firenze) |       |         |                                                       |

| Arbitro: | Caironi (Milano) |

|                             |           |                                     |
| Spivach 11’ 15’ Sansone 75’ | Marcatori | 32’ Riccardi 50’ Cattaneo 69’ Notti |

| Arbitro: | Bevilacqua (Viareggio) |

|                 |           |  |
| Varglien II 79’ | Marcatori |  |

| Arbitro: | Barlassina (Novara) |

|             |           |                |
| Schiavio 4’ | Marcatori | 85’ Scaramelli |

| Milano 5 maggio 1935 26ª giornata | Milan           | 0 – 0 | Bologna | Stadio San Siro\| Arbitro: \| Mattea (Torino) \| |
| Arbitro:                          | Mattea (Torino) |       |         |                                                  |

| Arbitro: | Carnevali (Roma) |

|                                                            |           |  |
| Maini 4’ Reguzzoni 28’ Schiavio 47’ Corsi 70’ Schiavio 72’ | Marcatori |  |

| Arbitro: | Barlassina (Novara) |

|              |           |  |
| Viani II 63’ | Marcatori |  |

| Arbitro: | Ciamberlini (Sampierdarena) |

|                                 |           |  |
| Maini 5’ Fiorini 15’ Ottani 53’ | Marcatori |  |

| Arbitro: | Casati (Como) |

|              |           |             |
| Buscaglia 5’ | Marcatori | 63’ Spivach |

## Statistiche

### Statistiche di squadra
| Competizione | Punti | In casa | In casa | In casa | In casa | In casa | In casa | In trasferta | In trasferta | In trasferta | In trasferta | In trasferta | In trasferta | Totale | Totale | Totale | Totale | Totale | Totale | DR  |
| Competizione | Punti | G       | V       | N       | P       | Gf      | Gs      | G            | V            | N            | P            | Gf           | Gs           | G      | V      | N      | P      | Gf     | Gs     | DR  |
| ------------ | ----- | ------- | ------- | ------- | ------- | ------- | ------- | ------------ | ------------ | ------------ | ------------ | ------------ | ------------ | ------ | ------ | ------ | ------ | ------ | ------ | --- |
| Serie A      | 30    | 15      | 8       | 4       | 3       | 34      | 15      | 15           | 3            | 4            | 8            | 12           | 19           | 30     | 11     | 8      | 11     | 46     | 34     | +12 |

### Statistiche dei giocatori
| Giocatore     | Serie A  | Serie A |
| Giocatore     | Presenze | Reti    |
| ------------- | -------- | ------- |
| M. Gianni     | 30       | -34     |
| E. Monzeglio  | 26       | 0       |
| F. Gasperi    | 23       | 1       |
| D. Fiorini    | 21       | 2       |
| F. Fedullo    | 21       | 7       |
| R. Bernardi   | 1        | 0       |
| M. Montesanto | 27       | 0       |
| G. Corsi      | 25       | 1       |
| A. Donati     | 24       | 0       |
| G. Martelli   | 10       | 0       |
| T. Casadio    | 1        | 0       |
| R. Sansone    | 24       | 2       |
| A. Schiavio   | 26       | 12      |
| B. Maini      | 26       | 6       |
| G. Ottani     | 18       | 6       |
| C. Reguzzoni  | 13       | 3       |
| A. Spivach    | 12       | 4       |
| A. Frigeri    | 2        | 1       |